# Kelurahan Manggis
Kelurahan Manggis is een bestuurslaag in het regentschap Bungo van de provincie Jambi, Indonesië. Kelurahan Manggis telt 5125 inwoners (volkstelling 2010).